# Odostomia smithii
Odostomia smithii är en snäckart som beskrevs av Addison Emery Verrill 1880. Odostomia smithii ingår i släktet Odostomia och familjen Pyramidellidae. Inga underarter finns listade i Catalogue of Life.